# Never Learn Not to Love
Never Learn Not to Love è un brano musicale registrato dal gruppo musicale pop rock The Beach Boys, accreditato a Dennis Wilson, e pubblicato come lato B del singolo Bluebirds over the Mountain il 2 dicembre 1968. La canzone è in realtà una versione modificata del brano Cease to Exist, composto da Charles Manson, all'epoca un ex detenuto in cerca di una carriera come cantautore. Musicalmente, Wilson deviò dalla struttura di Manson e aggiunse una sezione bridge. Due mesi dopo la pubblicazione, la traccia fu inclusa nel quindicesimo album in studio dei Beach Boys, 20/20.
Manson non si vide riconosciuto alcun credito compositivo, ma fu remunerato con una certa somma di denaro e una motocicletta, tuttavia, rimase alquanto risentito quando seppe che Wilson aveva cambiato parte del testo della sua canzone. Nell'agosto 1969, circa un anno dopo che i Beach Boys registrarono il brano, Manson e i suoi seguaci commisero vari omicidi e furono arrestati tre mesi dopo. Una registrazione della versione originale di Manson di Cease to Exist venne inclusa nel suo album di debutto Lie: The Love and Terror Cult, pubblicato nel marzo 1970 mentre era in carcere.

## Il brano

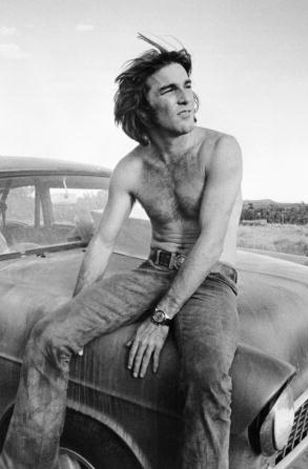
Dennis Wilson, batterista dei Beach Boys (1971)

Alla fine della primavera del 1968, secondo alcuni resoconti, il batterista Dennis Wilson stava guidando lungo le strade di Malibù quando raccolse due autostoppiste della Famiglia Manson, Patricia Krenwinkel ed Ella Jo Bailey, e le portò a casa sua a Pacific Palisades per trascorrere insieme qualche ora. Ritornando a casa la mattina seguente dopo una nottata passata in studio di registrazione, trovò Manson che lo salutò come niente fosse. Dopo un'iniziale diffidenza, Wilson strinse amicizia con Manson e, nel corso dei mesi seguenti, molti membri della Family, soprattutto giovani donne, si stabilirono a casa di Wilson.
All'epoca, Manson era in cerca di una carriera nel music business, e Wilson, convinto del suo talento, voleva fargli firmare un contratto per l'etichetta Brother Records dei Beach Boys. Dan Caffrey di Consequence commentò come "fosse comprensibile capire perché Wilson abbia sentito un'affinità musicale con Manson", e prendendo come esempi le recenti Little Bird e Be Still di Wilson, spiegò che i due condividevano simili approcci non convenzionali e l'interesse nello "sfilacciare i bordi delle forme compositive tradizionali".
Manson discusse e presentò a Wilson alcune delle sue composizioni, e in cambio, Wilson pagò le sessioni in studio per fargli incidere il materiale. Inoltre, Wilson lo introdusse nell'ambiente dell'industria musicale presentandogli, tra gli altri, Gregg Jakobson, Terry Melcher, e Rudi Altobelli. Quell'estate, Manson prenotò una sessione presso lo studio di registrazione casalingo di Brian Wilson, per incidere su nastro alcune sue canzoni che furono co-prodotte da Brian e Carl Wilson. Molte delle tracce non erano semplici demo, ma vere e proprie versioni rifinite, inclusa probabilmente Cease to Exist, che poi venne re-incisa per Lie: The Love and Terror Cult (1970). Queste registrazioni sono ancora inedite; il musicologo Andrew Doe afferma che i nastri esistono ancora, ma causa la brutta reputazione di Manson, difficilmente verranno pubblicate.

### Versione dei Beach Boys

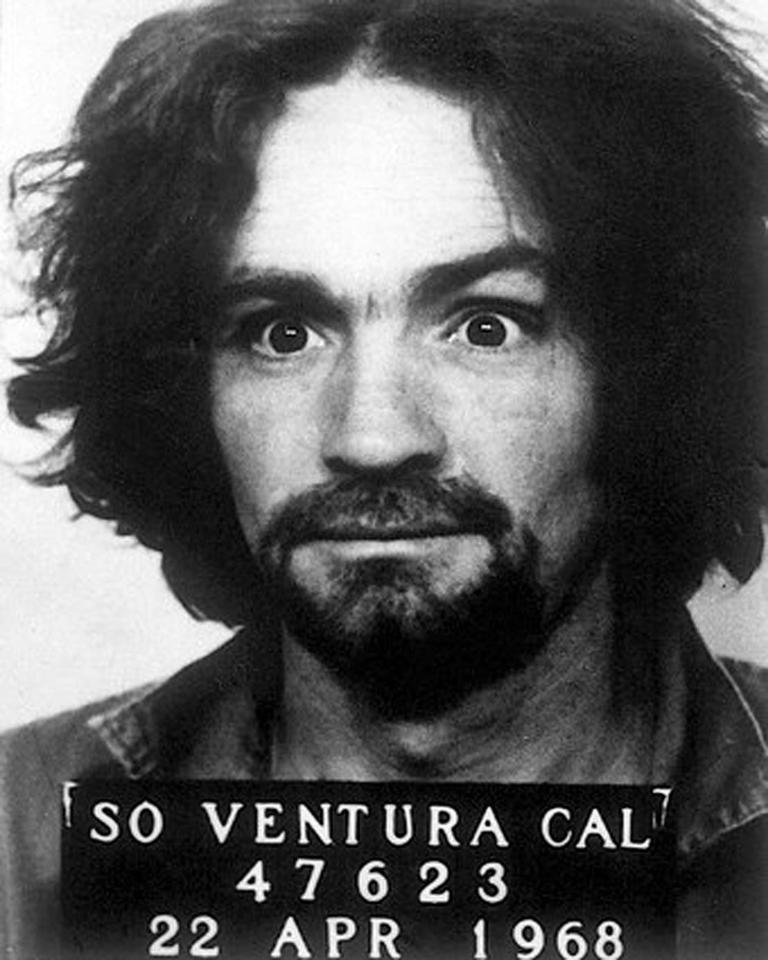
Charles Manson in una foto segnaletica del 1968

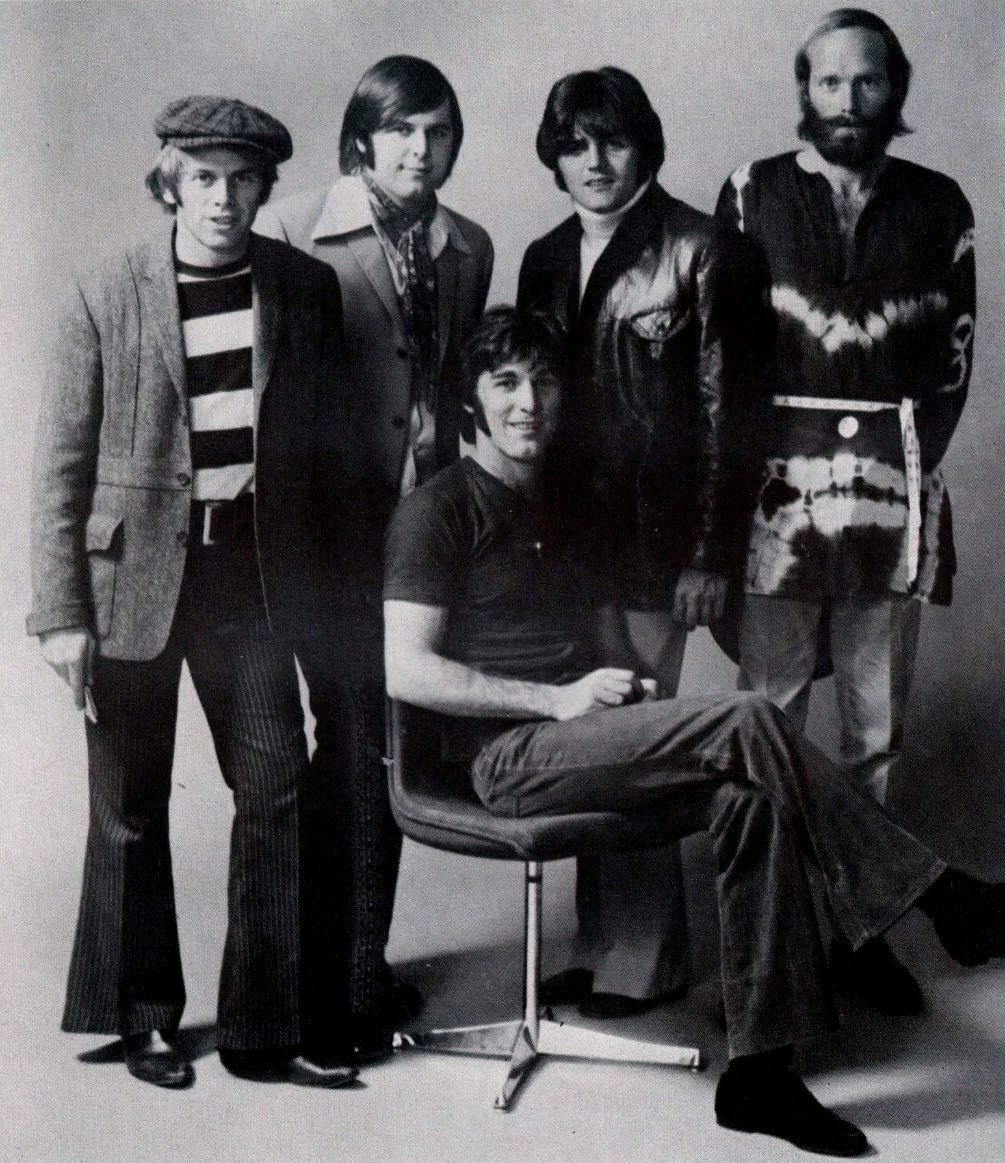
I Beach Boys nel 1969

Secondo il biografo Peter Ames Carlin, Manson compose Cease to Exist specificatamente per i Beach Boys affinché incidessero il pezzo, e anche il biografo Steven Gaines disse che Manson "notoriamente" scrisse la canzone per aiutare ad allentare le tensioni sorte all'interno del gruppo. Mike Love ricorda di non aver saputo all'epoca che l'autore della canzone fosse Charles Manson, e credeva fosse di Dennis. In cambio dei diritti d'autore di Cease to Exist, Manson ricevette una somma di denaro e una moto (che Manson donò al membro della Family "Little" Paul Watkins). Quando Wilson comprò da lui la canzone, per la maggior parte, seguì le indicazioni artistiche di Manson. Tuttavia, nel tentativo di armonizzare meglio il pezzo con lo stile dei Beach Boys, Wilson rielaborò la struttura blueseggiante del pezzo e aggiunse un altro bridge. Inoltre, il testo originale di Cease to Exist fu parzialmente alterato (per esempio il verso iniziale "Cease to exist" divenne "Cease to resist"), e il titolo della canzone fu cambiato in Never Learn Not to Love, con grande sdegno di Manson. I Beach Boys registrarono la traccia nello studio casalingo di Brian Wilson l'11 e il 16–18 settembre 1968.
Never Learn Not to Love venne pubblicata il 2 dicembre 1968 come lato B del singolo Bluebirds over the Mountain. Solo nella versione su 45 giri, la canzone ha un'introduzione che proviene da una precedente sessione dei Beach Boys. Il singolo raggiunse la posizione numero 61 nella statunitense Billboard Hot 100 e la numero 33 nella UK Singles Chart. Il 10 febbraio 1969, Never Learn Not to Love fu inclusa nell'album 20/20 dei Beach Boys. Nel 1971, quando gli venne chiesto perché non avesse incluso Manson tra gli autori del pezzo, Dennis rispose: «Non voleva. Voleva invece del denaro. Gli ho dato circa centomila dollari». Manson minacciò di morte Dennis quando scoprì che aveva cambiato il testo della sua canzone. Il collaboratore dei Beach Boys Van Dyke Parks ricordò in merito: «Un giorno, Charles Manson mostrò un proiettile a Dennis, e lui gli chiese: "cos'è questo?". E Manson rispose: "È un proiettile. Ogni volta che lo guardi, voglio che pensi quanto sia bello che i tuoi figli siano ancora sani e salvi"». Dopo questo episodio, Wilson si rese conto della pericolosità effettiva di Manson e dei suoi accoliti e decise di allontanarlo e porre fine all'amicizia con lui.
Il critico musicale Bruce Eder, in una recensione per il sito web AllMusic, scrisse che i Beach Boys "si scontrarono con il lato oscuro degli anni '60, sotto forma di Never Learn Not to Love". Nella sua valutazione della canzone, Richie Unterberger scrisse che Never Learn Not to Love è conosciuta soprattutto per il collegamento a Manson, piuttosto che per i suoi meriti musicali decisamente "nella media". Colin Larkin, in The Encyclopedia of Popular Music, scrisse che il brano "aveva l'ironica distinzione di aver portato Charles Manson in classifica". Il giornalista Nathan Jolly definì il pezzo "morbido ma comunque inquietante", e fece inoltre notare come i fan dei Beach Boys che ascoltarono la canzone nel corso degli anni "non avessero idea della malvagità intrinseca del suo vero compositore".

### Versione di Manson
Cease to exist

Cessa di esistere

Vieni e dimmi solo che mi ami»
(Cease to Exist, Charles Manson)
Durante il processo a Manson per gli omicidi del '69, il 6 marzo 1970 venne pubblicato il suo album di debutto, Lie: The Love and Terror Cult. Costituito da 13 tracce registrate tra il 1967 e il 1968, include anche l'arrangiamento originale di Cease to Exist di Manson. Del disco furono distribuite circa 2,000 copie, ma ne furono vendute solo 300.
In una recensione dell'album su AllMusic, la sua versione di Cease to Exist è indicata da Theodor Grenier come "una delle migliori e più caratteristiche performance di Charles Manson, esecuzione paragonabile a Jim Croce e José Feliciano". Il critico Michael Little considera la versione di Manson superiore a quella dei Beach Boys, lodando in particolare la sua prova canora: "ti aspetteresti una voce sbrindellata, grezza e sfilacciata, con un tocco di rabbia folle, ma quella che ascolti è una vellutata voce da cantante folk".